# NHL 11

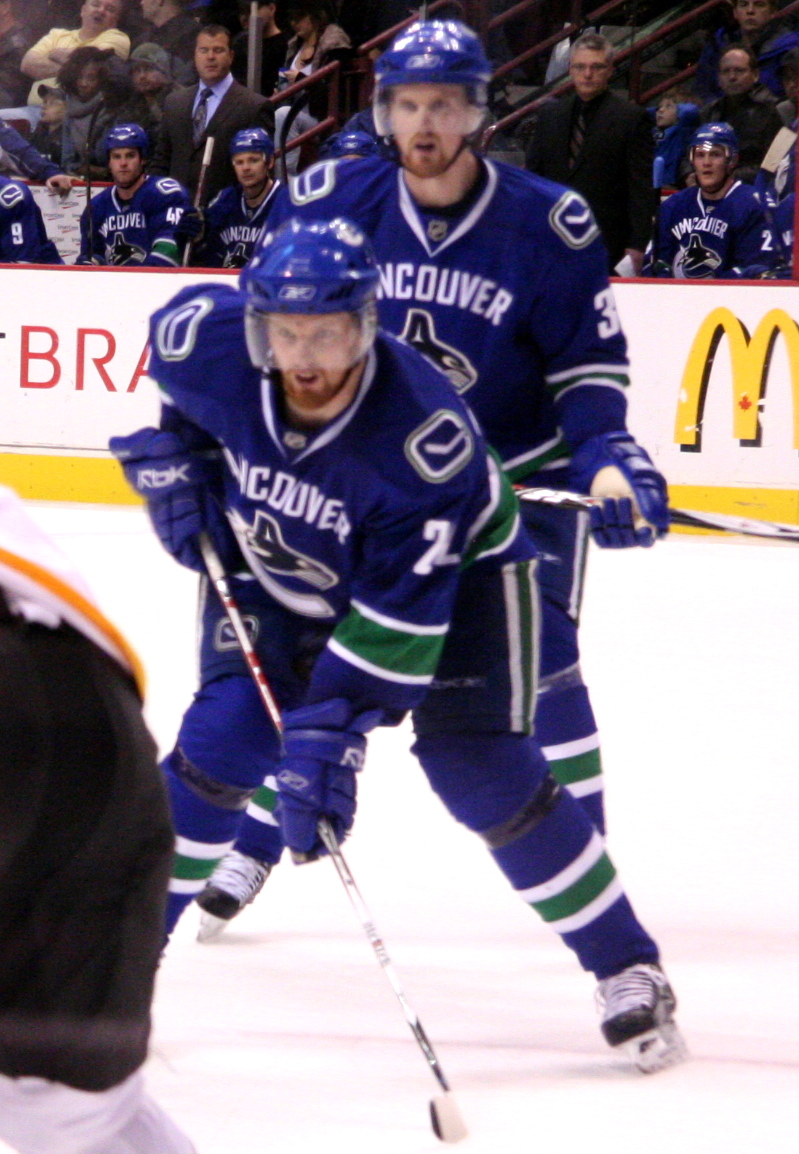
Daniel och Henrik Sedin i Vancouver Canucks medverkar på spelets omslag.

NHL 11 är ett ishockeyspel till Playstation 3 och Xbox 360 utvecklad av EA Canada. Jonathan Toews medverkar på spelets omslag i Nordamerika, i Sverige medverkar Daniel och Henrik Sedin, i Schweiz medverkar Mark Streit. 3 on 3 NHL Arcade medföljer som spelbart demo.
| Mottagande      | Mottagande      |
| Recensionsbetyg | Recensionsbetyg |
| Publikation     | Betyg           |
| --------------- | --------------- |
| 1UP.com         | B+              |
| Game Informer   | 9,0/10          |
| Gamespot        | 9,0/10          |
| IGN             | 8,5             |
| Gamereactor     | 9/10            |

## Funktioner
Bland nya möjligheter är att klubbor kan brytas sönder, tacklingarna blir mer fysiskt realistiska och mål kan bli bortdömda om pucken går in i mål med hög klubba. Klubbar i Canadian Hockey League medföljer som spelbara. Nya klubbar som medverkar är AIK som kvalificerade sig till Elitserien genom kvalserien till Elitserien i ishockey 2010. Vilket betyder att Rögle BK tas bort eftersom de misslyckades i kvalet. Hockey Ultimate Team introduceras som ny funktion där spelaren bygger upp egen drömlag genom att köpa kort som ger olika egenskaper.

## Ligor
- Extraliga
- FM-ligan
- Deutsche Eishockey Liga
- Elitserien
- Nationalliga A
- Canadian Hockey League - QMJHL, OHL, WHL
- AHL
- NHL

## Musik
1. In Whispers - "Here I Stand"
2. Airbourne - "Bottom of the Well"
3. Bullet for My Valentine - "Your Betrayal"
4. Megadeth - "Dialectic Chaos"
5. Pantera - "Walk"
6. Danko Jones - "Full of Regret"
7. 2 Unlimited - "Twilight Zone"
8. Black Box - "Strike It Up"
9. Black Rebel Motorcycle Club - "Mama Taught Me Better"
10. The Bouncing Souls - "¡Olé!"
11. Darude - "Sandstorm"
12. Dropkick Murphys - "Shipping Up to Boston (Live)"
13. Europe - "The Final Countdown"
14. Foxy Shazam - "Unstoppable"
15. Ramones - "Blitzkrieg Bop"
16. The Black Keys "Howlin' for You"